# Dendroleon longicruris
Dendroleon longicruris är en insektsart som först beskrevs av C.-k. Yang 1986.  Dendroleon longicruris ingår i släktet Dendroleon och familjen myrlejonsländor. Inga underarter finns listade i Catalogue of Life.